# Moineau d'Emin
Passer eminibey
Vous lisez un « bon article » labellisé en 2011.
Espèce
Statut de conservation UICN

 LC  : Préoccupation mineure
Le Moineau d'Emin (Passer eminibey) est une espèce d'oiseaux de la famille des Passeridae. C'est le plus petit du genre Passer, mesurant environ onze centimètres de longueur. Le mâle a un plumage nuptial marron foncé alors que la femelle et les juvéniles sont plus ternes.
Comme ses proches parents, le Moineau d'Arabie et le Moineau doré, il est grégaire et vit dans l'Est de l'Afrique, du Darfour à la Tanzanie, dans la savane sèche, les marais couverts de papyrus et à proximité des habitations humaines. Les adultes et les juvéniles se nourrissent principalement de graines et volent en troupes souvent avec d'autres espèces d'oiseaux, pour trouver de la nourriture. Il niche dans les arbres, construisant son propre nid en forme de dôme ou accaparant des nids plus élaborés de tisserins.
Selon l'Union internationale pour la conservation de la nature (UICN), l'espèce n'est pas menacée.

## Description

### Mensurations

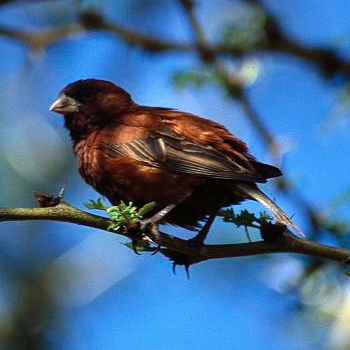
..en plumage nuptial au Kenya

Comme les autres membres de la famille des moineaux, c'est un petit oiseau chanteur, trapu, avec un bec de granivore. Long de 10,5 à 11,5 centimètres, c'est le plus petit oiseau du genre Passer. Il pèse entre 12 et 17 grammes. La longueur des ailes va de 6 à 6,5 centimètres chez les mâles et de 5,7 à 6,0 centimètres chez les femelles. La queue, le bec et le tarse mesurent respectivement environ 4 centimètres, 1 centimètre et 1,5 centimètre.

### Plumage des mâles
Le plumage du mâle en période de reproduction est principalement châtain foncé avec du noir sur la face, les ailes et la queue. Il est facile à distinguer de celui des autres oiseaux à l'exception du Tisserin roux qui est beaucoup plus grand et a du blanc sur les ailes. Ses pattes sont gris pâle. Le mâle non-reproducteur a des mouchetures blanches sur les parties supérieures et la grande partie du plumage porte des croissants de couleur chamois ou blanchâtre qui disparaitront progressivement pour que le châtain clair du plumage nuptial apparaisse par l'usure. Le bec du mâle non-reproducteur vire au gris foncé, semblable à celui des femelles, mais sans la teinte foncée à la pointe de la mandibule.

### Plumage des femelles et des juvéniles

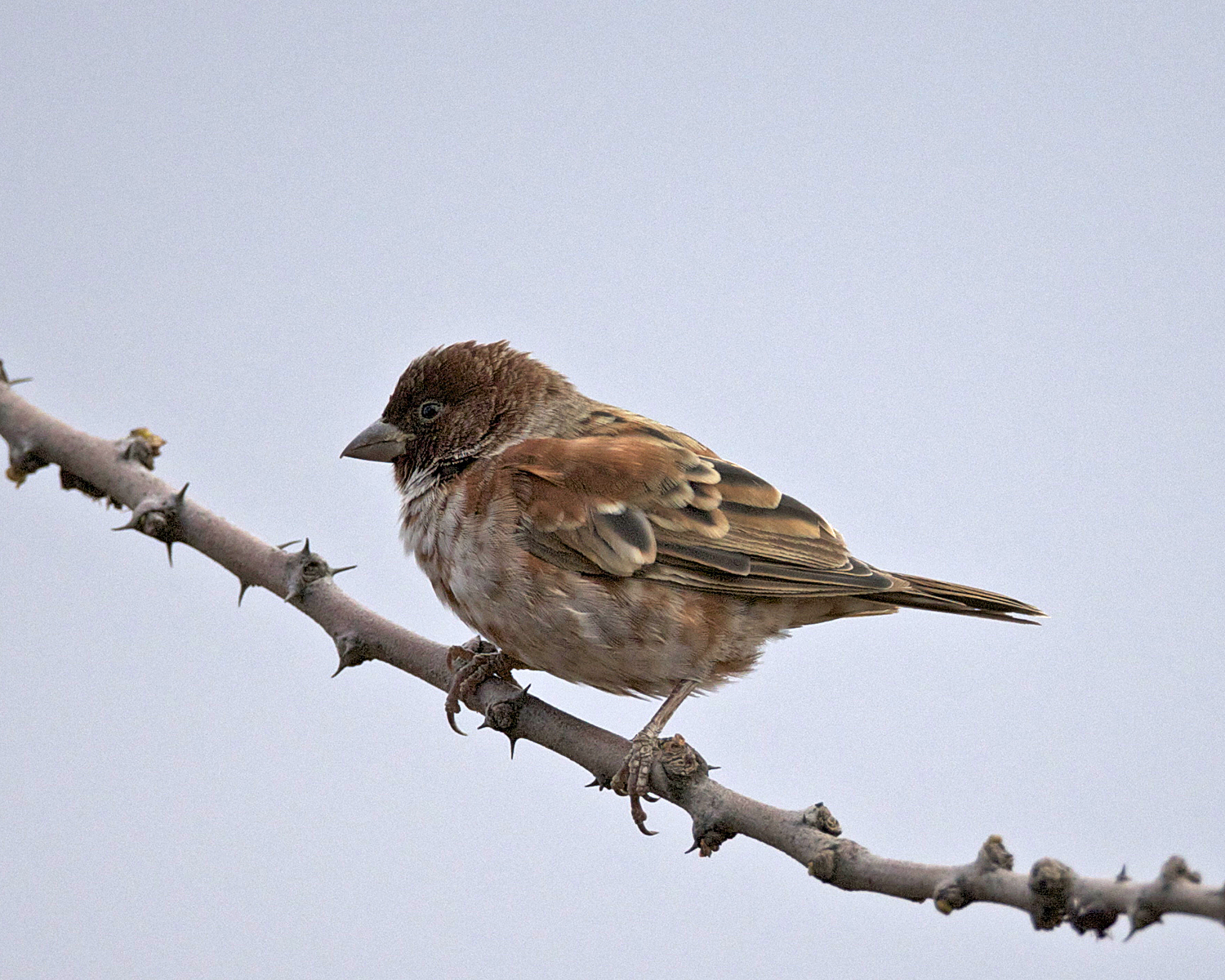
Mâle immature en Tanzanie.

Les femelles ont les mêmes motifs de plumage que les mâles mais avec des couleurs un peu plus ternes. La femelle a la tête grise, les sourcils, le menton et la gorge chamois, le dessus noir et brun et le dessous blanc cassé. Le bec de la femelle est jaune pâle avec le côté et la pointe de la mandibule plus foncés. Les juvéniles sont gris terne avec un dos brun, un sourcil jaune pâle, et un bec gris pâle,. Les femelles et les juvéniles ont des reflets châtains dans leurs sourcils, les épaules et la gorge. Cela permet de les distinguer des autres moineaux, notamment du Moineau domestique, sympatrique en certaines régions, ou du Moineau roux et d'autres espèces dites « rousses », qui sont communes dans beaucoup de ces régions.

### Vocalisations
Son cri de base est un pépiement monotone, avec deux variations enregistrées : un cri de menace, rendu par tchrrrrit ou tchrrrrriiirrrrrrrr et un cri en vol tchouv tchouv. Les mâles peuvent émettre un trille, rendu par tchiwiiza tchiwiiza tchi-tchi-tchi-tchi-sii-sii-sii-siiichi,.

## Écologie et comportement

### Comportement
C'est un oiseau au comportement grégaire qu'on ne voit pratiquement qu'en bande. Il vit souvent en compagnie des travailleurs et d'autres tisserins. Les adultes se nourrissent de graines et ceux vivant à proximité d'habitations humaines mangent des miettes et autres déchets ménagers. Les oisillons sont nourris principalement de graines et parfois de petits coléoptères.

### Reproduction

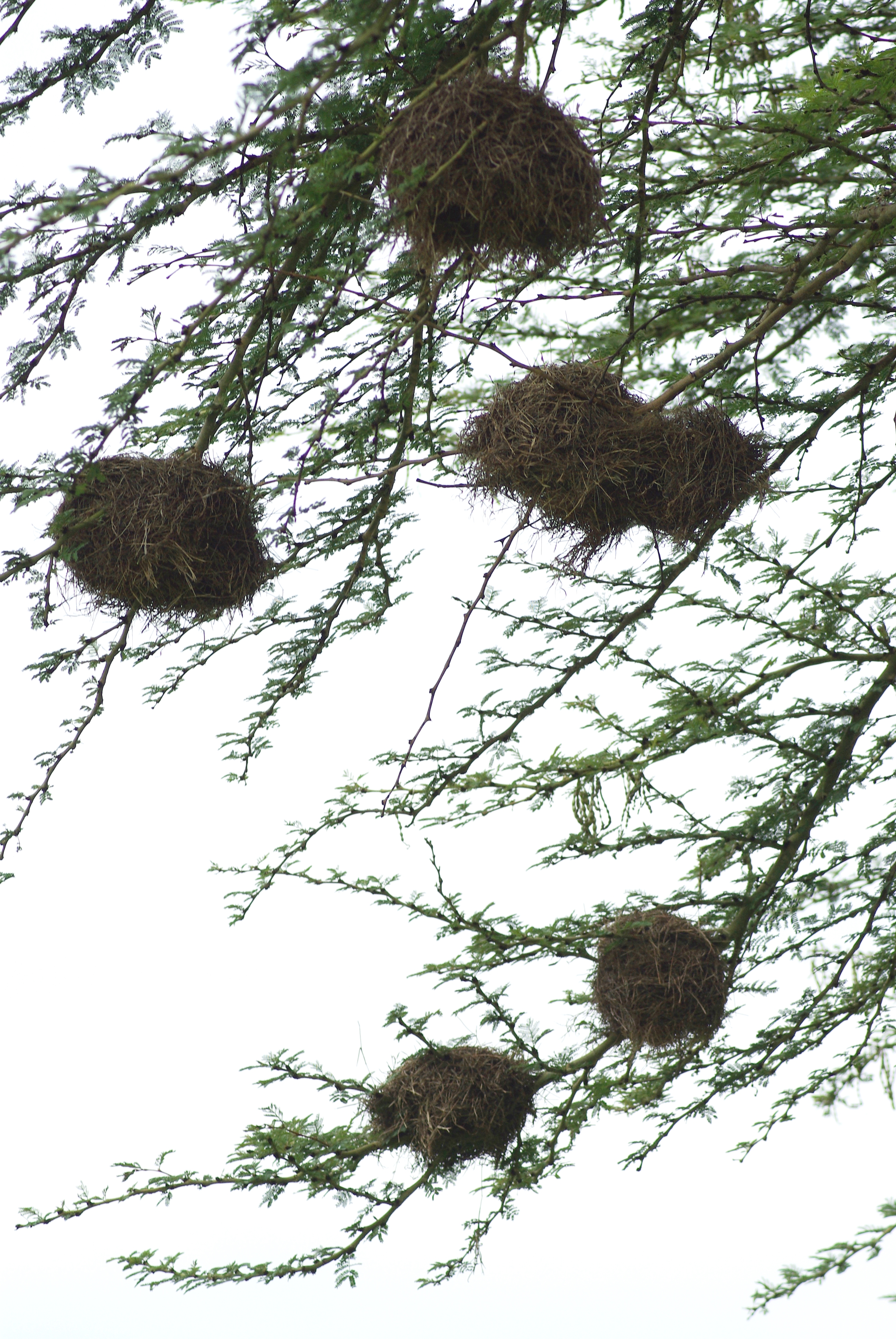
Nids de Républicains d'Arnaud au Kenya.

#### Parasitisme
Le comportement du Moineau d'Emin pendant la période de nidification a été l'objet d'une confusion. En effet, les premiers articles décrivent le nid de ce moineau comme un nid typique de moineau construit dans un arbre, puis on a expliqué que ce moineau avait des nids élaborés, comparables à ceux des tisserins. En 1967, l'ornithologue Robert B. Payne étudie des moineaux de cette espèce vivant avec des Républicains d'Arnaud (Pseudonigrita arnaudi) dans un bosquet d'acacias, près du lac Magadi, au sud du Kenya et, en 1969, il présente ses conclusions dans la revue ornithologique Ibis. Payne a constaté que le moineau se contentait de pondre ses œufs dans les nids de Républicains qu'il s'appropriait. Après avoir signalé ce fait et avoir noté que la répartition de ce moineau coïncide étroitement avec celle du genre Pseudonigrita, Payne a suggéré que le moineau d'Emin était un parasite obligatoire de nids (et non pas un parasite de couvée, comme beaucoup de coucous de l'Ancien Monde et de vachers). Payne note également dans son journal que « le parasitisme de nid est généralement considéré comme une étape vers le parasitisme de couvée », une idée qui reste acceptée aujourd'hui et qui donne à penser que le moineau d'Emin pourrait évoluer vers ce type de parasitisme,,,. Cependant, on sait qu'en plus de parasiter les nids des tisserins ou d'utiliser leurs nids abandonnés, il est également capable de faire son propre nid. Les nids qu'il construit, comme la plupart des nids de moineaux, sont des structures en forme de coupe faites d'herbes et garnies de plumes. La saison de reproduction varie suivant les régions, suivant la période des pluies et la saison de reproduction de ses hôtes dans les régions où il parasite les nids. Par conséquent, on a trouvé des périodes de reproduction sur toute l'année sur l'ensemble de son territoire.

#### Parade, couvaison et élevage des jeunes
Dans la région où Payne a fait son étude, la saison de reproduction du Moineau d'Emin est plus courte que celle de son hôte. Les moineaux mâles commencent leur parade lorsque les tisserins commencent à construire leurs nids. Une fois la saison de reproduction commencée, les républicains font leurs nids et les moineaux commencent à rôder discrètement à proximité. Ils paradent autour des nouveaux nids, s'accroupissent, soulèvent les ailes en un V grand ouvert et les font vibrer tout en gazouillant et en émettant des trilles sonores. Ils sont chassés par les républicains, mais reviennent avec persistance, jusqu'à ce que des femelles les rejoignent. Quand une femelle s'approche d'un mâle en train de parader, le mâle accélère son battement d'ailes, levant et baissant la queue, courbant la tête jusqu'à ce que son corps forme une grande courbe. Cette parade si voyante pourrait être un mode de formation de couple sans nécessité pour le mâle de construire un nid et peut également servir à attirer l'attention sur ces possibles nids à coloniser, les oiseaux restant ensemble dans des bouquets d'arbres possédant un habitat similaire. Au cours de son étude, Payne a constaté que les moineaux s'accouplaient seulement dans les acacias, autour des nids de républicains. Les femelles volent vers les mâles en train de parader et sollicitent l'accouplement à la manière typique des moineaux, en s'accroupissant, en tremblotant et en laissant tomber leurs ailes. Lorsque les mâles ont repéré les femelles qui veulent s'accoupler, ils volent vers elles et s'accouplent immédiatement. Les mâles continuent à agiter leurs ailes et les femelles s'accroupissent, tremblotent, relèvent la tête et maintiennent la queue à l'horizontale. Après la copulation, la femelle s'envole et le mâle continue sa parade. Au cours de cette période et par la suite, les mâles puis les couples vont gêner les républicains, les harceler jusqu'à ce que ces derniers partent. Pendant la période d'étude de Payne, les poursuites et les combats entre les deux espèces étaient incessants et les moineaux mâles passaient environ un cinquième de leur journée à déranger les républicains. On a peu de renseignements sur l'incubation et la période avant l'envol des oisillons à l'état sauvage. En captivité, la période d'incubation dure de 18 à 19 jours. Les nids contiennent généralement trois ou quatre œufs, principalement blancs ou blanc bleuâtre. Quelques observations indiquent que les oisillons sont nourris seulement par la femelle.

## Répartition et habitat

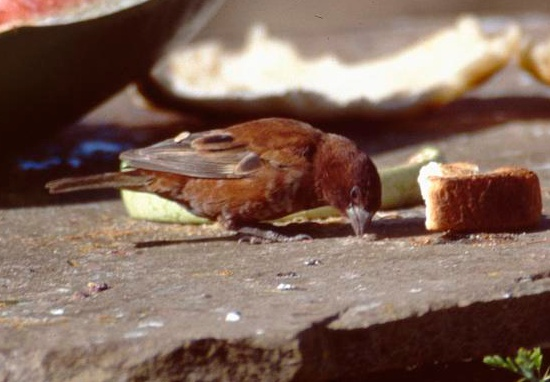
Mâle en plumage nuptial se nourrissant de restes alimentaires au Kenya.

Le Moineau d'Emin vit en Afrique de l'Est dans une large bande de pays, essentiellement de plaines, partant du Darfour, passant par le sud du Soudan, la Somalie, l'Ouganda et le Kenya jusqu'au centre de la partie nord de la Tanzanie. Son territoire s'étend également vers le nord au sud-ouest de l'Éthiopie et dans la vallée du Grand Rift,,. Comme les moineaux dorés, il est parfois nomade lorsqu'il n'est pas en période de reproduction. Des oiseaux vagabonds ont été vus loin de leur aire de reproduction, jusqu'à Dar es-Salaam.
Il vit surtout dans les savanes sèches, les champs et les villages mais, contrairement aux moineaux dorés, on le trouve parfois dans les marais de papyrus (Cyperus spp.).
Sa population n'a pas été chiffrée, mais elle semble être suffisamment importante dans une très grande partie de son territoire pour être classée comme de préoccupation mineure (LC) par l'Union internationale pour la conservation de la nature (UICN).

## Taxinomie

De gauche à droite, les mâles du Moineau d'Arabie, au plumage principalement jaune, du Moineau doré, jaune avec le dos brun et du Moineau d'Emin, brun.

Cette espèce a été décrite pour la première fois en 1880, par Gustav Hartlaub dans le Journal für Ornithologie sous le nom de Sorella Emini Bey,. Hartlaub lui a donné l'épithète spécifique « Emini Bey » en l'honneur de l'explorateur Emin Pacha, qui a recueilli le spécimen type près de Lado au nord de l'Ouganda et on lui donne parfois le nom éponyme de Moineau d'Emin Bey. L'utilisation inhabituelle par Hartlaub d'une épithète spécifique composée de deux mots a conduit certains à utiliser les adjectifs emini ou emini-bey. Il n'y a pas de sous-espèce reconnue, mais l'ornithologue britannique George L. G. Van Someren en avait décrit une en 1922 vivant dans le nord du Kenya, sous le nom de Sorella eminibey guasso,.
Hartlaub a considéré la coloration et la morphologie du Moineau d'Emin comme assez distinctes de celles des autres moineaux pour le classer dans son propre genre : Sorella. Même si plusieurs auteurs ont suivi l'avis d'Hartlaub, ce moineau est cependant habituellement placé dans le genre Passer. Il est très similaire au Moineau d'Arabie et au Moineau doré, avec lesquels il a peut-être formé un cline. Le Moineau d'Arabie mâle est presque entièrement de couleur jaune d'or, le Moineau d'Emin mâle est surtout châtain, le Moineau doré mâle est intermédiaire. L'ornithologue britannique Richard Meinertzhagen a considéré que ces trois moineaux ne formaient qu'une seule espèce. Toutefois, le territoire du Moineau doré recoupe celui du Moineau d'Emin dans une petite région du Soudan sans qu'il y ait d'hybridation connue. Ces espèces sont similaires dans leur comportement adapté aux conditions imprévisibles de leurs habitats arides. En particulier, comme le Moineau de la mer Morte, le mâle effectue une parade nuptiale dans lequel il fait vibrer ses ailes au-dessus de son corps. Cette parade très active joue probablement un rôle important dans le maintien de la cohésion d'une colonie.
Le Moineau d'Emin est considéré comme un moineau très primitif du genre Passer, n'ayant qu'un rapport lointain avec le Moineau domestique et les moineaux à bavette noire du paléarctique. C'est pour cela qu'ils sont parfois placés dans un genre séparé ou un sous-genre : Auripasser. La parade nuptiale du Moineau de la mer Morte semble avoir évolué séparément mais dans un environnement similaire de celle de ces espèces, montrant un exemple d'évolution convergente. Cependant, les études d'ADN mitochondrial montrent que le Moineau d'Emin et le Moineau doré en dérivent ou en sont les plus proches parents,.